# هيلج سكوغ
هيلج سكوغ (بالسويدية: Helge Skoog)‏ هو ممثل سويدي، ولد في 6 أغسطس 1938 في السويد.

## وصلات خارجية
- هيلج سكوغ على موقع IMDb (الإنجليزية)
- هيلج سكوغ على موقع روتن توميتوز (الإنجليزية)
- هيلج سكوغ على موقع ميوزك برينز (الإنجليزية)
- هيلج سكوغ على موقع تيرنر كلاسيك موفيز (الإنجليزية)
- هيلج سكوغ على موقع أول موفي (الإنجليزية)
- هيلج سكوغ على موقع قاعدة بيانات الأفلام السويدية (السويدية)
- هيلج سكوغ على موقع ديسكوغز (الإنجليزية)
- هيلج سكوغ على موقع قاعدة بيانات الفيلم (الإنجليزية)